# Reazione di Čičibabin
La reazione di Čičibabin dal chimico russo Aleksej Čičibabin, consente di ottenere la 2-amminopiridina a partire dalla piridina per azione della ammoniuro di sodio o di potassio. La reazione avviene anche su substrati simili.
Lo schema generale della reazione è il seguente:
Si tratta di una reazione di sostituzione nucleofila aromatica, atipica poiché porta all'espulsione di uno ione idruro dall'anello piridinico. L'anione ammoniuro è il nucleofilo che si ottiene per reazione del sodio metallico (o relativo idruro) con ammoniaca liquida (temperatura di -33°). L'ammoniaca liquida può dunque essere usata come solvente per la stessa reazione.
È da notare che l'attacco nucleofilo avviene selettivamente in posizione 2, questo è facilmente spiegabile per effetto elettron-attrattore dell'eteroatomo (N) che conferisce al carbonio in α un carattere spiccatamente elettrofilo. L'attacco determina l'espulsione di uno ione idruro che in una fase successiva salifica un atomo di idrogeno del gruppo amminico legato alla piridina con formazione di idrogeno molecolare (gassoso) che abbandona la fase liquida. L'equilibrio è dunque nettamente spostato verso la formazione del prodotto per il principio di Le Châtelier. L'ultima fase è la neutralizzazione con acido che consente di ottenere con una resa notevole la 2-ammino-piridina.
Si noti che lo ione idruro formato a seguito dell'attacco nucleofilo da parte della sodioammide può attaccare altri siti della molecola, in particolare il carbonio in posizione 4 che risente dell'effetto induttivo in α da parte dell'azoto (più elettronegativo). Questa eventualità porta ad una reazione invisibile poiché l'addotto che si forma in questo caso può evolvere solo con l'espulsione dello stesso ione idruro.
Il meccanismo, che prevede la formazione di un addotto σ, può essere schematizzato come segue: